# 宗政五十緒
宗政 五十緒（むねまさ いそお、1929年2月26日 - 2003年1月27日）は、日本の日本近世文学研究者、書誌研究者。学位は、文学博士（京都大学・論文博士・1980年）（学位論文「日本近世文苑の研究」）。龍谷大学名誉教授。

## 略歴
岡山市生まれ。1958年京都大学大学院文学研究科国文学博士課程満期退学。1980年「日本近世文苑の研究」で京都大学より文学博士の学位を取得。ハーバード大学研究員、龍谷大学教授、1997年定年、名誉教授。短歌あけぼの社主宰。

## 著書

### 単著
- 『西鶴の研究』未來社、1969年。
- 『風見鶏南にむく時 歌集』中央図書、1974年。
- 『日本近世文苑の研究』未來社、1977年。
- 『唐の石笛 : 宗政五十緒歌集 (春曙苑双書 1)』あけぼの社出版局、1978年。
- 『近世京都出版文化の研究』同朋舎出版、1982年。
- 『西鶴塾金もうけ講座 『日本永代蔵』新講釈』淡交社 1984
- 『わが日本列島 歌集』あけぼの社出版局 1990
- 『江戸時代の和歌と歌人』同朋舎出版 1991
- 『近世の雅文学と文人 日本近世文苑の研究続編』同朋舎出版 1995

### 編著・校訂
- 『鶯笑子』（宗政五十緒 編・校註解説）洛文社、1962年。
- 『日本の説話』（石原清志、藤井学 共編）龍谷大学国文学会出版部、1964年。
- 『近世京都出版資料』（若林正治 共編）日本古書通信社、1965年。
- 本居宣長『宇比山踏 : 影印・解説』（小椋嶺一 共編）龍谷大学国文学会出版部、1967年。
- 伴蒿蹊『近世畸人伝・続近世畸人伝』（三熊花顛 著・画）平凡社東洋文庫、1972年。
- 橘南谿『東西遊記 1』平凡社東洋文庫、1974年。
- 橘南谿『東西遊記 2』平凡社東洋文庫、1974年。
  - 「東西遊記」、「近世畸人伝」、各・校注・解説、ワイド版東洋文庫、2003-2004
- 『日本古典文学全集　井原西鶴集 2』松田修、暉峻康隆校注・訳、小学館 1973
- 『京都書林仲間記録』全6巻 朝倉治彦共編 ゆまに書房（書誌書目シリーズ5）1977年
  - 『京都書林仲間記録 1 京都書林仲間小草紙証文帳』1977年。
  - 『京都書林仲間記録 2 京都書林行事上組重板類板出入済帳』1977年。
  - 『京都書林仲間記録 3 京都書林仲間諸証文』1977年。
  - 『京都書林仲間記録 4 京都書林行事上組諸証文標目』1977年。
  - 『京都書林仲間記録 5 京都書林行事上組済帳標目』1977年。
  - 『京都書林仲間記録 6 京都書林仲間記録解説及書名索引』1980年。
- 松葉軒東井『たとへづくし 譬喩尽』同朋舎 1979
- 『鑑賞日本の古典　西鶴集』長谷川強共編 尚学図書 1980
- 『名家門人録集』多治比郁夫 上方芸文叢刊刊行会（上方芸文叢刊）1981
- 『随筆百花苑 10 風俗世相篇四』中央公論社 1984 責任編集
- 『京都歳時記』森谷尅久共編 淡交社 1986
- 『新日本古典文学大系 98 西遊記』橘南谿 岩波書店 1991
- 『江戸時代上方の地域と文学』（編）同朋舎出版（龍谷大学仏教文化研究叢書）1992
- 『講座元禄の文学 全5巻』（浅野晃・谷脇理史・雲英末雄・原道生 共編）勉誠社、1992-93。
  - 『講座元禄の文学 第1巻 (元禄文学の流れ)』勉誠社、1992年。
  - 『講座元禄の文学 第2巻 (元禄文学の開花 1(西鶴と元禄の小説))』勉誠社、1992年。
  - 『講座元禄の文学 第3巻 (元禄文学の開花 2(芭蕉と元禄の俳諧))』勉誠社、1992年。
  - 『講座元禄の文学 第4巻 (元禄文学の開花 3(近松と元禄の演劇))』勉誠社、1993年。
  - 『講座元禄の文学 第5巻 (元禄文学の状況)』勉誠社、1993年。
- 『都名所図会を読む』 東京堂出版 1997
- 『京都名所図会 絵解き案内』西野由紀共編 小学館 1997
- 『幕末の京都をゆく 絵解き案内』村上明子、西野由紀共編 小学館 1997
- 『京の名所図会を読む』 東京堂出版 1998
- 『日本近世文学研究の新領域』 思文閣出版 1998
- 『なにわ大阪今と昔 絵解き案内』西野由紀共編 小学館 2000
- 『上方風俗大阪の名所図会を読む』 東京堂出版 2000
- 黒川道祐『雍州府志 近世京都案内 （上）』岩波文庫 2002

## 論文
- 宗政五十緒